# 謝忱
謝忱（1379年—？），字惟壽，浙江今華府永康縣坊隅人，明朝政治人物。進士出身。

## 生平
應天府鄉試九十一名。永樂十年（1412年）壬辰科會試六十名，殿試登進士第三甲第四十八名。

## 家族
曾祖謝振遠。祖父謝汶明。父亲謝仲得。